# Oreonoma magnifica
Oreonoma magnifica är en fjärilsart som beskrevs av W. Warren 1900. Oreonoma magnifica ingår i släktet Oreonoma och familjen mätare. Inga underarter finns listade i Catalogue of Life.